# Hartmut Müller
Hartmut Müller (* 7. Dezember 1938 in Trier) ist ein deutscher Historiker, Archivar, Forscher, Autor und Herausgeber. Er lebt und arbeitet in Stuhr (Landkreis Diepholz, Niedersachsen).

## Biografie
Nach dem Abitur in Trier absolvierte Müller an den Universitäten in Mainz und Saarbrücken ein Studium der Geschichte und Germanistik.
1965 erfolgte der Eintritt in den Vorbereitungsdienst für das Archivwesen. Müller durchlief dabei alle Phasen der Fachausbildung in Bremen und an der Archivschule in Marburg.

## Wirken
Von 1975 bis 2000 war Müller Archivdirektor am Bremer Staatsarchiv. 1975 war er – mit 37 Jahren – der jüngste Archivdirektor in der Bundesrepublik Deutschland. Als Autor bearbeitete er die unterschiedlichsten Gebiete der Bremer Landesgeschichte: Wirtschafts-, Schifffahrts-, Firmen- und Handelsgeschichte u. a.

## Werke (Auswahl)
- Die Fahrgebiete der Bremer Reedereien im Ausgang des 18. Jahrhunderts. In: Bremisches Jahrbuch. Band 56, 1978, S. 39–78.
- Untersuchungen zur bremischen Reederei im 17. Jahrhundert. In: Bremisches Jahrbuch. Band 53, 1975, S. 91–142.
- Lüderitz und der koloniale Mythos. Kolonialbewegungen in Bremen. In Namibia: die Aktualität des kolonialen Verhältnisses. Diskurs. Bremer Beiträge zu Wissenschaft und Gesellschaft 6. Universität Bremen, Bremen 1982, ISBN 3-88722-006-4.
- Die Frauen von Obernheide. Jüdische Zwangsarbeiterinnen in Bremen 1944/45. Donat, Bremen 1988, 146 S. mit 56 Abb.; Hrsg.: Senator für Arbeit der Freien Hansestadt Bremen; ISBN 3-924444-37-4
- Fähr-Lobbendorf. Leben und Arbeiten im Zentrum des Bremer Nordens. (Hrsg.: Jürgen Hartwig), Ed. Temmen, Bremen 1997
- Beiträge zur bremischen Geschichte. Festschrift für Hartmut Müller. (Hrsg.: Adolf E. Hofmeister), Staatsarchiv, Bremen 1998; ISBN 3-925729-26-7
- (Einführung zu): Karl-Heinz Schildknecht: Bremen und Baumwolle im Wandel der Zeiten. Bremer Baumwollbörse, Bremen 1999
- Bei Rosa Luxemburg lernten sie Nationalökonomie. Helene Schweida und Wilhelm Kaisen 1913/1914 auf der Parteischule in Berlin. Eine Zeitreise. In: Bremisches Jahrbuch Band 82, Bremen 2003.
- Peter Koster, Bearb. und Hrsg.: Chronik der Kaiserlichen Freien Reichs- und Hansestadt Bremen. 1600–1700. Ed. Temmen, Bremen 2004
- „Wieder einmal habe ich vergessen, daß ich nur eine Frau bin“. Frauenalltag zwischen Politik und Liebe. Helene Kaisen im Ersten Weltkrieg. Sonderdruck aus dem Bremischen Jahrbuch 85, Bremen 2006.
- (als Hrsg.): Occupation, enclave, state. Die Wiederbegründung des Landes Bremen nach dem Zweiten Weltkrieg. Dokumente zu Politik und Alltag. Überarbeitete Neuauflage, bearb. von Konrad Elmshäuser u. Günther Rohdenburg, Staatsarchiv Bremen, Bremen 2007

## Ehrungen / Auszeichnungen
- 2003 Bremische Medaille für Kunst und Wissenschaft